# Сорожинская
Сорожинская — деревня в Вожегодском районе Вологодской области.
Входит в состав Вожегодское городское поселение, с точки зрения административно-территориального деления — в Вожегодский сельсовет.
Расстояние до районного центра Вожеги по автодороге — 12,9 км. Ближайшие населённые пункты — Малая Климовская, Ольшуковская, Кузнецовская, Пешково.
По переписи 2002 года население — 1 человек.